# It's My Life (canción de Talk Talk)
«It's My Life» es una canción de la banda inglesa de synth pop Talk Talk. Escrita por Mark Hollis y Tim Friese-Greene, fue el tema principal de su segundo álbum y publicado como su primer sencillo en enero de 1984. Alcanzó el número 46 en las listas del Reino Unido, pero tuvo más éxito en otros países, al alcanzar el puesto número 33 en Alemania, el 32 en Nueva Zelanda, el 25 en Francia, y el 7 en Italia. También fue un éxito en América del Norte, al entrar entre los cuarenta puestos principales tanto en el Billboard Hot 100 de Estados Unidos (número 31) como en Canadá (número 30). (Cabe destacar que alcanzó el número 1 en la lista estadounidense del Hot Dance Club Play.)
El sencillo fue relanzado en el Reino Unido en 1985, aunque solo llegó a alcanzar el puesto número 93 de las listas. Se editó nuevamente en 1990 para promocionar el álbum recopilatorio Natural History: The Very Best of Talk Talk. La canción fue esta vez un éxito en el Reino Unido, al alcanzar el número 13, el puesto más alto en el país natal de la banda.

## Posicionamiento
| Listas (1984)                      | Pico de posición |
| ---------------------------------- | ---------------- |
| Australia (Kent Music Report)      | 73               |
| Canada (RPM 50 Singles)            | 30               |
| Francia (SNEP)                     | 25               |
| Alemania (Media Control AG)        | 33               |
| Italy (FIMI)                       | 7                |
| Países Bajos (Dutch Top 40)        | 31               |
| Países Bajos (Mega Single Top 100) | 30               |
| Nueva Zelanda (Recorded Music NZ)  | 32               |
| UK (Official Charts Company)       | 46               |
| US Billboard Hot 100               | 31               |
| US Billboard Hot Dance Club Play   | 1                |

| Listas (1990)                   | Pico de posición |
| ------------------------------- | ---------------- |
| Bélgica (Flandes) (Ultratop 50) | 44               |
| Belgium (VRT Top 30 Flanders)   | 29               |
| Germany (Media Control Charts)  | 49               |
| Ireland (IRMA)                  | 23               |
| Poland (Polish Singles Chart)   | 6                |
| UK (Official Charts Company)    | 13               |

## Certificaciones
| País        | Organismo certificador | Certificación | Unidades certificadas / Ventas |
| ----------- | ---------------------- | ------------- | ------------------------------ |
| Reino Unido | BPI                    | Oro           | 400 000                        |

## Versión de No Doubt
La banda estadounidense de rock No Doubt grabó una versión de la canción para promover su primer álbum de grandes éxitos The Singles 1992-2003. Contó con la colaboración del prestigioso productor Nellee Hooper.
Obtuvo una nominación a los Premios Grammy de 2005 en la categoría de mejor actuación pop vocal de grupo o dúo, mientras que se adjudicó como ganador en la categoría de mejor grabación remezclada, no clásica gracias a la versión remezclada por Stuart Price bajo el alias de Jacques Lu Cont.

### Vídeo musical
El vídeo musical para la canción con estilo de los años 30 ha sido dirigido por David LaChapelle. En este vídeo, Stefani retrata a una asesina en serie, cuyo aspecto se asemeja al de la actriz Jean Harlow. Es llevada a juicio y condenada a muerte por los asesinatos de tres hombres que conocía, interpretados por otros miembros de la banda.
Ella mata al primer hombre (guitarrista Tom Dumont) mezclando veneno para ratas en su comida, el segundo (bajista Tony Kanal) atropellándolo con su coche y el tercero (batería Adrian Young) tirando un secador de pelo dentro de la bañera donde estaba para electrocutarlo. Estas escenas están intercaladas con momentos de Stefani en juicio y siendo arrastrada hacia una cámara de gas, vistiendo un uniforme de prisión. El vídeo termina con las tres víctimas juntas, probablemente en el más allá, riéndose de su ejecución televisada.
El videoclip fue moderadamente exitoso en programas de televisión de éxitos musicales. En el Total Request Live de MTV llegó al número 7 en noviembre de 2003 y estuvo en la countdown hasta enero de 2004. En los premios MTV Video Music Awards 2004 It's My Life ganó el premio de Mejor Vídeo de un Grupo y Mejor Vídeo Pop. También recibió nominaciones por Mejor Dirección, Mejor Cinematografía y Mejor Dirección Artística.

### Formatos y lista de canciones
2-track;
1. «It's My Life» – 3:48
2. «Rock Steady» (live) – 5:53

sencillo en CD
1. «It's My Life» – 3:48
2. «Sunday Morning» (2002 live) – 4:49
3. «Rock Steady» (2002 live) – 5:53
4. «Bathwater» (2002 live) – 4:01

 Reino Unido – CD single
1. «It's My Life» – 3:48
2. «Rock Steady» (2002 live) – 5:53
3. «Bathwater» (2002 live) – 4:01

 Reino Unido – "It's My Life" / "Bathwater" Doble lado-A sencillo en CD (Reedición)
1. «It's My Life» – 3:48
2. «Bathwater» (Invincible Overlord Remix) - 3:07
3. «It's My Life» (Jacques Lu Cont's Thin White Duke Mix) - 6:59
4. «It's My Life» (Chocolate O'Brian Remix) - 5:43
5. «Bathwater» (Invincible Overlord Remix Video)
6. «It's My Life» (Video)

## Certificaciones
| País           | Organismo certificador | Certificación | Unidades certificadas / Ventas |
| -------------- | ---------------------- | ------------- | ------------------------------ |
| Australia      | ARIA                   | Platino       | 70 000                         |
| Estados Unidos | RIAA                   | Platino       | 1 000                          |
| Nueva Zelanda  | RIANZ                  | Oro           | 15 000                         |
| Noruega        | IFPI (Noruega)         | Platino       | 10 000                         |
| Reino Unido    | BPI                    | Plata         | 200 000                        |